# 22442 Блага
22442 Блага (22442 Blaha) — астероїд головного поясу, відкритий 14 жовтня 1996 року.
Тіссеранів параметр щодо Юпітера — 3,672.